# 西澳大利亞美術館
西澳大利亞美術館是澳洲西澳大利亞州伯斯的一座美術館，位於伯斯文化中心之內，靠近西澳大利亞博物館和西澳洲州立圖書館。西澳大利亞美術館開幕於1979年。西澳大利亞美術館收藏了超過15000件美術品，每年參觀者平均40萬人次。西澳大利亞美術館最早和州立博物館及圖書館共同位於禧年大樓之內。現在的美術館大樓修建於1977年。